# Kaisa Varis
Kaisa Varis (* 21. September 1975 in Ilomantsi) ist eine ehemalige finnische Skilangläuferin und Biathletin. Die Bronzemedaillengewinnerin im Langlauf den Nordischen Skiweltmeisterschaften 2001 verursachte durch den zweiten positiven Dopingbefund einen Skandal bei den folgenden Nordischen Skiweltmeisterschaften 2003 und die Disqualifikation der finnischen Staffel. Varis wechselte, nachdem sie wegen ihrer Dopingvergehen vom Finnischen Olympischen Komitee nicht mehr berücksichtigt wurde, im Sommer 2006 zum Biathlon. Nach einem erneuten Dopingvergehen im Januar 2008 wurde sie auf Lebenszeit gesperrt. Dieses Urteil wurde jedoch vom CAS am 13. März 2009 aufgehoben.

## Langlauf
Varis’ Debüt im von der FIS organisierten Langlauf waren zwei Europacup-Rennen in der Saison 1994/95. In den beiden folgenden Jahren wurde sie jeweils einmal beim finnischen Heimweltcup in Lahti eingesetzt, regulär im Weltcup kam sie ab dem Ende der Saison 1997/98 zum Einsatz, im Jahr 2000 gelangen ihr ihre einzigen beiden Einzelweltcupsiege, insgesamt stand sie bei Weltcupeinzelrennen neunmal auf dem Siegertreppchen.
Bei den Nordischen Skiweltmeisterschaften 2001 gelang Varis ihr größter Erfolg, die Bronzemedaille im 15-km-Einzelrennen; sie gewann zudem mit der finnischen Staffel, dieser wurden die Goldmedaillen jedoch wieder aberkannt, weil bei Virpi Kuitunen Doping nachwiesen wurde.

## Dopingskandal
Bei den Nordischen Skiweltmeisterschaften 2003 in Val di Fiemme wurden bei Varis anomale Blutwerte festgestellt. Während sie für das erste Einzelrennen mit einer Schutzsperre belegt wurde, nahm sie am Staffelrennen teil, das die finnische Mannschaft als Zweite beenden konnte. Später stellte sich heraus, dass Varis EPO missbraucht hatte; sie wurde für zwei Jahre gesperrt und der finnischen Staffel die Silbermedaille aberkannt, zudem verlor der finnische Skiverband 300.000 Euro aufgrund zurückgezogener Sponsorengelder wegen des Dopingskandals.
Varis konnte sich nach Ablauf der Sperre wieder für den finnischen Weltcup-Kader qualifizieren, im Januar 2006 gelang ihr mit der Staffel ein Weltcupsieg in Lago di Tesero, und wurde vom finnischen Skiverband für die Mannschaft für die Olympischen Winterspiele 2006 nominiert, das finnische NOK weigerte sich aber sie aufgrund ihrer beiden Dopingvergehen in die Olympiamannschaft aufzunehmen, deshalb wechselte Varis im Sommer 2006 zum Biathlon.

## Biathlon
Varis gelangen erste Biathlon-Erfolge im Februar 2007 beim Europacup in Nové Město; nach einem dritten Platz im Sprintrennen konnte sie – bei jedoch lediglich 14 Starterinnen – die abschließende Verfolgung gewinnen. Ihr erstes Weltcuprennen bestritt die Finnin zum Ende der Saison 2006/07 beim Sprintrennen im heimischen Lahti, wo sie mit sechs Schießfehlern schlechteste Schützin des ganzen Teilnehmerfeldes war und am Ende des Rennens Platz 70 belegte.
Regelmäßig im Biathlon-Weltcup startete Varis seit dem Winter 2007/08. Im zweiten Saisonrennen – dem Sprint der Damen am 30. November 2007 in Kontiolahti – erreichte sie mit dem fünften Platz erstmals die Punkteränge. Aufgrund eines sehr unbeständigen Schießens konnte sie sich in den folgenden Bewerben selten in den Punkterängen platzieren. Am 11. Januar 2008 beim Sprint in Ruhpolding gelang ihr jedoch ein Weltcupsieg, in der anschließenden Verfolgung belegte sie Platz elf.
Ende Januar wurde eine am 6. Januar 2008 beim Weltcup in Oberhof entnommene Blutprobe Varis’ positiv in A- und B-Probe auf EPO-Missbrauch getestet. Am 11. Februar 2008 wurde ihr Weltcupsieg vom Januar deshalb annulliert und der Russin Swetlana Slepzowa angerechnet, die Sportlerin wurde von der IBU auf Lebenszeit gesperrt. Am 1. März 2008 legte Varis jedoch Einspruch gegen die Sperre auf Lebenszeit ein und kündigte an, bis vor den Internationalen Sportgerichtshof (CAS) ziehen zu wollen. Am 13. März 2009 gab der Sportgerichtshof aufgrund eines Verfahrensfehlers der Berufung statt. Die Begründung war, dass Varis nicht die Gelegenheit gegeben worden war, bei der Öffnung der B-Probe anwesend zu sein.